# Philoliche praeterita
Philoliche praeterita är en tvåvingeart som beskrevs av H. Oldroyd 1957. Philoliche praeterita ingår i släktet Philoliche och familjen bromsar. Inga underarter finns listade i Catalogue of Life.